# Sigvart Johansen
Sigvart Johansen (n. 27 decembrie 1881 – d. 22 septembrie 1964) a fost un trăgător de tir ce a reprezentat Norvegia, medaliat olimpic. A participat la o ediție a Jocurilor Olimpice (1920) în care a câștigat o medalie de bronz.

## Participări
Lista de mai jos prezintă principalele competiții la care a participat Sigvart Johansen de-a lungul carierei.
- shooting at the 1920 Summer Olympics – men's 50 metre team small-bore rifle[*]